# Athetis pectinatissima
Athetis pectinatissima là một loài bướm đêm trong họ Noctuidae.